# The Case of Becky
The Case of Becky é um filme de drama mudo produzido nos Estados Unidos e lançado em 1921. É considerado um filme perdido.